# Jungermanniopsida
Les jungermanniòpsides (Jungermanniopsida) són una classe d'hepàtiques.
Conté entre 5.000 i 7.000 espècies la qual cosa la converteix en la classe més nombrosa de les hepàtiques. L'origen del nom prové del gènere homònim, Jungermannia, que va ser nomenat per Carl von Linné en honor de Ludwig Jungermann (1572-1653).

## Descripció
Com la resta de les hepàtiques no tenen teixits conductors, la fase dominant és la de gametòfit, mentre que l'esporòfit és un estadi curt i depén totalment del gametòfit. El seu tret més característic és la càpsula de l'esporòfit que s'obre en 4 valves i està sostinguda al capdamunt d'una seta llarga, translúcida i efímera. La càpsula a més de generar espores, desenvolupa elàters, cèl·lules estèrils, allargades i amb engruiximents a la paret cel·lular. Aquestes cèl·lues tenen la funció de facilitar la dispersió de les espores gràcies a moviments higroscòpics.
El gametòfit de les jungermanniòpsides és de color verd, té un creixement prostrat i ramificació dicotòmica. Pot ser tal·lós, sobretot en la subclasse Metzgeriidae, o bé foliós com els tàxons de la subclasse Jungermanniopsidae. Les espècies folioses presenten fil·lidis disposats en dos files sense nervi. El rizoide és unicel·lular i només té funcions de subjecció. Les cèl·lules del gametòfit sempre contenen un nombre constant en funció de l'espècie de cossos oliífers que desprenen tarpens que fan una olor característica. La seva reproducció pot ser també asexual per propàguls.

## Distribució i ecologia
Són espècies abundants en ambients molt humits i/o freds. Poden viure sobre diferents substrats com humus, escorça d'arbre o roques. A la península Ibèrica hi ha citades unes 223 espècies de les 352 presents a Europa.

## Filogènia
Les jungermanniòpsides estan dividides en tres subclasses amb les següents relacions:
|  | Pelliidae                                                        |
|  |                                                                  |
|  | \| \| Metzgeriidae \| \| \| \| \| \| Jungermanniidae \| \| \| \| |
|  |                                                                  |
|  | Metzgeriidae                                                     |
|  |                                                                  |
|  | Jungermanniidae                                                  |
|  |                                                                  |

|  | Metzgeriidae    |
|  |                 |
|  | Jungermanniidae |
|  |                 |